# Castiglione di San Martino
Castiglione di San Martino è un'altura (115 m) dell'isola d'Elba, nel territorio comunale di Portoferraio, anticamente sede di un insediamento fortificato di età etrusca.

## Caratteristiche
Questo oppidum, che come gli altri abitati etruschi dell'isola controllava gli antichi commerci siderurgici, presentava una cinta muraria dalla planimetria irregolarmente rettangolare (20 x 50 m), costituita da blocchi sovrapposti di pietra locale. L'insediamento fu contraddistinto da diverse fasi abitative, ossia dalla prima metà del IV secolo a.C. sino circa al 250 a.C., epoca in cui è datata la conquista romana dell'isola d'Elba. Tra i materiali archeologici recuperati, oggi conservati presso il Museo civico archeologico di Portoferraio, compaiono kylikes a vernice nera dell'Atelier des petites estampilles, skyphoi del gruppo Ferrara T 585, ceramiche di Gnathia, anfore etrusche e greco-italiche e una moneta bronzea di Populonia.

## Curiosità
Secondo alcuni autori del XVIII secolo l'antico nome dell'insediamento era Valeria («la città di Valeria nel piano di San Martino anticamente detto Il Botro Nero» scrisse Giovanni Vincenzo Coresi Del Bruno Giovanni Vincenzo Coresi Del Bruno, Zibaldone di memorie, Biblioteca Marucelliana di Firenze, C, 29, 1729), mentre secondo Agostino Cesaretti (1788) «dicono fosse edificata dai discendenti della Casa Valeria, che, in occasione di dissensioni civili fra i Romani, si ritirassero nell'Elba.»